# Chrysomima bubula
Chrysomima bubula là một loài bướm đêm trong họ Geometridae.